# Wingertsheide
Wingertsheide ist ein Ortsteil in den Stadtteilen Frankenforst und Refrath von Bergisch Gladbach. Der kleinere südliche Teil gehört zu Frankenforst, der größere nördliche Teil zu Refrath. 

## Geschichte
Der Name Wingertsheide lehnt sich an die alte Gewannenbezeichnung An der Weingardsheide an, die das Urkataster nördlich von Kempershäuschen verzeichnet. Das Bestimmungswort Wingert/Weingard entspricht dem althochdeutschen „wingarto“ (= Weingarten, Weinberg) bzw. dem mittelhochdeutschen „wingart“ und bezeichnet einen Weinberg bzw. eine Rebenkultur. Bis ins 18. Jahrhundert ist hier noch Weinbau betrieben worden.
Im Jahr 1660 wird erstmals das Wingertsheider Gut erwähnt. Der Erbauer war Thom von der Wingartsheyden. Bereits 1773 kam es zu einer Erbteilung in vier Teile unter seinen Nachkommen.
Aus Carl Friedrich von Wiebekings Charte des Herzogthums Berg 1789 geht hervor, dass Wingertsheide zu dieser Zeit Teil der Honschaft Refrath im Kirchspiel Bensberg war.
Unter der französischen Verwaltung zwischen 1806 und 1813 wurde das Amt Porz aufgelöst und Wingertsheide wurde politisch der Mairie Bensberg im Kanton Bensberg zugeordnet. 1816 wandelten die Preußen die Mairie zur Bürgermeisterei Bensberg im Kreis Mülheim am Rhein.
Der Ort ist auf der Topographischen Aufnahme der Rheinlande von 1824 als Wingersheid an einem Kalkofen und ab der Preußischen Uraufnahme von 1840 auf Messtischblättern regelmäßig ohne Namen verzeichnet.
Aufgrund des Köln-Gesetzes wurde die Stadt Bensberg mit Wirkung zum 1. Januar 1975 mit Bergisch Gladbach zur Stadt Bergisch Gladbach zusammengeschlossen. Dabei wurde auch Wingertsheide Teil von Bergisch Gladbach.
| Jahr | Einwohner | Wohn- gebäude | Kategorie |
| ---- | --------- | ------------- | --------- |
| 1871 | 14        | 2             | Hofstelle |
| 1885 | 12        | 2             | Wohnplatz |
| 1895 | 30        | 5             | Wohnplatz |
| 1905 | 49        | 7             | Wohnplatz |